# Романович-Ткаченко, Наталия Даниловна
Наталия Даниловна Романович-Ткаченко (1884, Сквира, Киевская губерния, Российская империя — 1933, Киев, СССР) — украинская писательница.

## Биография
Живя в Чигирине, участвовала в деятельности украинских революционных кружков. В 1903—1906 жила во Львове, где познакомилась с Иваном Франко, там начала (1905) печатать рассказы в «Литературно-научный вестник», в котором были напечатаны и дальнейшие её произведения, в частности трилогия «Путешественница» и дорожные записки из Галиции (1917—1918).
С 1923 Романович-Ткаченко печатала свои произведения в журнале «Красный путь».
Сборник рассказов «Жизнь человеческая» (1918), «Богиня революціи», «Неожиданное землетрясение» (1928), «Чебрець-зілля» (1928), «Зинькова Звезда» (1929), «Із днів біротьби», и повесть «Нас кличуть гудки» (1931).
Член литературной организации «Плуг».
Произведения критиковались за: «выдвижение односторонне идеализированных фигур народнических интеллигентов-культуртрегеров вместо показа настоящих, реальных коммунистов».
Похоронена на Байковом кладбище Киева.